# Classe Barfleur
La classe Barfleur est une classe de vaisseau de ligne de 2e rang construits pour la Royal Navy dans la deuxième moitié du XVIIIe siècle.

## Conception
L'architecture des navires de la classe Barfleur est basée sur celle du HMS Prince.

## Unités de la classe
| classe Barfleur    | classe Barfleur              | classe Barfleur   | classe Barfleur | classe Barfleur | classe Barfleur |
| Nom                | chantier naval               | commande          | Lancement       | fin             | Tableau         |
| ------------------ | ---------------------------- | ----------------- | --------------- | --------------- | --------------- |
| HMS Barfleur       | chantier naval de Chatham    | 1er mars 1762     | 30 juillet 1768 | détruit en 1843 |                 |
| HMS Prince George  | chantier naval de Chatham    | 11 juin 1766      | 31 août 1772    | détruit en 1839 |                 |
| HMS Princess Royal | chantier naval de Portsmouth | 10 septembre 1767 | 18 octobre 1773 | détruit en 1807 |                 |
| HMS Formidable     | chantier naval de Chatham    | 17 août 1768      | 20 août 1777    | détruit en 1813 |                 |

## Sources
- (en) Cet article est partiellement ou en totalité issu de l’article de Wikipédia en anglais intitulé « Barfleur-class ship of the line » (voir la liste des auteurs).
- (en) Brian Lavery, The Ship of the Line, vol. 1 : The Development of the Battlefleet 1650-1850, Conway Maritime Press, 2003 (ISBN 0-85177-252-8)
- (en) Rif Winfield, British Warships in the Age of Sail 1793-1817 : Design, Construction, Careers and Fates, Seaforth, 2007, 418 p. (ISBN 978-1-86176-246-7 et 1-86176-246-1)